# Pavel Orinjanski
Pavel Andrejevitsj Orinjanski (Russisch: Павел Андреевич Оринянский, Jampil, 22 november 1955) is een Russische illustrator, schilder en beeldhouwer.
Hij is een van de meest vermaarde illustratoren van de roman De Meester en Margarita van de Russische auteur Michail Boelgakov.

## Opleiding
Hij is geboren in het stadje Jampil (Oekraïens: Ямпіль; Russisch: Ямполь) in de Vinnytsia Oblast in Oekraïne.
Orinjanski begon op zeer jonge leeftijd te tekenen, vooral onder invloed van zijn grootmoeder, kunstenares Jevgenia Belinskaja.
Hij koos evenwel niet meteen voor een artistieke richting. Na het beëindigen van de Soevorov Militaire School in Kiev, schreef Pavel Orinjanski zich in aan de Militaire Topografische School in Leningrad. Na een tijdje realiseerde hij zich dat dit niet zijn aangewezen richting was, en startte hij zijn studies aan de Leningrad Hogeschool voor Kunst en Industrie, beter bekend als de Vera Moechina Hogeschool voor Kunst en Design, waar hij afstudeerde in 1979. Tijdens zijn studies raakte hij sterk onder de indruk van het werk van de Engelse art-nouveau-illustrator Aubrey Vincent Beardsley (1872-1898), en de Tsjechische art-nouveau-schilder en decorateur Alfons Mucha (1860-1939), die al gauw zijn idool werd.

## Carrière
In 1992 publiceerde de uitgeverij Planeta een eerste boek met illustraties van Pavel Orinjanski onder de titel Loekomorje (De Zeebaai). Het leidde ertoe dat hij in 1993 gevraagd werd om illustraties te maken voor het episch gedicht Roeslan en Ljoedmila van de bekendste Russische dichter Aleksandr Poesjkin (1799-1837).
Van de illustraties werd kort daarop een Poesjkinkalender uitgebracht.
In 1994 kreeg Orinjanski zijn eerste solotentoonstelling onder de naam Mystiek in de grafiek in het Museum voor Westerse en Oosterse kunst in Odessa, Oekraïne. Het succes van de tentoonstelling was een aansporing voor de kunstenaar om illustraties te maken voor de roman De Meester en Margarita van Sovjet-auteur Michail Boelgakov (1891-1940). Het begon met een bescheiden reeks van 13 tekeningen, maar groeide uit tot een verzameling van 40 illustraties, die het hele verhaal van de roman omvatten. Met deze tekeningen zou Orinjanski voorgoed zijn faam als illustrator vestigen. In de Russische Federatie wordt hij aanzien als een van de belangrijkste illustrators van het meesterwerk van Boelgakov. Uitgeverij Panpress gebruikte ze om een luxe editie van de roman uit te brengen, en levensgrote afbeeldingen ervan sieren de ingang van het Boelgakovhuis in Moskou.
Ondertussen was Orinjanski ook actief als Artdirector bij Krasnov Design, het productiebedrijf van de Russische vormgever, ontwerper en producent Boris Krasnov, waarvoor hij verschillende theater- en concertprojecten realiseerde. Tevens hield hij zich bezig met het ontwerpen van meubels en de decoratie van gebouwen, tuinen en parken.
In 2004 richtte Pavel Orinjanski, samen met zijn broers Vladimir en Andrej, zijn eigen designstudio Orin in Moskou op. De studio en zijn beeldhouwers zouden snel bekendheid verwerven door hun realisaties op het vlak van geveldecoratie, interieurdesign, tuinarchitectuur en meubelontwerpen.
Heel wat gebouwen en tuinen in en rond Moskou werden ondertussen door Orinjanski en zijn studio ontworpen of gedecoreerd. Een van de bekendste voorbeelden is de kindertuin die werd aangelegd bij de Lenin volksboerderij in het zuiden van Moskou.
In 2010 werd Pavel Orinjanski uitgenodigd om het Russische paviljoen op de Expo 2010 in Shanghai, China, te verfraaien. Het paviljoen werd bezocht door méér dan 7,5 miljoen mensen, en werd bekroond met de zilveren medaille.
In 2014 vroeg het befaamde Russische designhuis Alexander’s Collection aan Orinjanski om zijn illustraties voor De Meester en Margarita te gebruiken voor het maken van levensgrote zijden wandtapijten, die onder meer in Los Angeles, Verenigde Staten, en Málaga, Spanje, zullen worden tentoongesteld.